# خدا یه زنه
«خدا یه زنه» (به انگلیسی: God Is a Woman) آهنگی از خوانندهٔ امریکایی آریانا گرانده است. در ۱۳ ژوئیه ۲۰۱۸ منتشر شد و یکی از تک‌آهنگ‌های آلبوم شیرین‌کننده (۲۰۱۸) است. این ترانه توسط مکس مارتین، ساوان کوتیچا، ریکارد گورانسون، و تهیه‌کننده‌ش ایلیا سلمان زاده نوشته شده.
این ترانه مدتی پس از انتشارش در صدر جدول «۴۰ ترانهٔ برتر جریان اصلی» بیلبورد قرار گرفت و از آرآی‌اِی‌اِی گواهینامهٔ ۲ بار پلاتینیوم دریافت کرد. رولینگ استون در سال ۲۰۱۹ «خدا یه زنه» را بهترین ترانهٔ گرانده تا آن زمان معرفی کرد و آن را «شمارهٔ یکی» دانست که باعث توجه مجدد به گرانده به‌عنوان یک هنرمند شد.

## محتوا
«خدا یه زنه» سروده‌ای در ستایش جنسیت مؤنث است. مفهوم کلی ترانه این است که گرانده به‌قدری در رختخواب خوب است که شریک زندگی‌اش متقاعد شده او را به عنوان خدای خود پرستش کند.
بر خلاف نظر برخی که زن دانستن خدا توسط گرانده را نوعی بدعت‌گذاری به‌شمار آوردند، مؤنث بودن خدا تاریخی نسبتاً طولانی دارد و آنچنان هم که به‌نظر می‌رسد موضوع بحث‌برانگیزی نبوده‌است. سنت انسلم که از ۱۰۹۳ تا ۱۱۰۹ اسقف اعظم کانتربری بود، در جایی از «مسیح، مادر من» صحبت کرده‌است. از جولین نورویچ قدیس قرن چهاردهم میلادی هم نقل قولی وجود دارد که گفته‌است: «همان‌طور که خدا پدر ماست، پس مادر ما هم هست». جدای از این‌ها، «خدا یه زنه» بهانهٔ خوبی است برای یادآوری باور باستان‌شناسان مبنی بر این‌که در ۲۰۰٬۰۰۰ سال اول زندگی بشر روی کرهٔ زمین، خدا زن بوده‌است.

## افتخارات
| سال  | نهاد         | جایزه                   | نتیجه    | منبع   |
| ---- | ------------ | ----------------------- | -------- | ------ |
| ۲۰۱۹ | جایزه گرمی   | بهترین اجرای تک‌نفرهٔ پاپ | نامزدشده | [ ۹ ]  |
| ۲۰۱۹ | جوایز ام‌تی‌وی | بهترین جلوه‌های ویژه     | نامزدشده | [ ۱۰ ] |

## دست‌اندرکاران
موارد زیر بر مبنای اطلاعات درج‌شده در وبسایت تیدال هستند.
- آریانا گرانده: خواننده، ترانه‌سرا و بک وکال
- ایلیا سلمان‌زاده – تهیه‌کننده، مشارکت در ترانه‌سرایی، نوازندهٔ کیبورد، گیتار بیس، درامز، گیتار، بک وکال
- مکس مارتین: مشارکت در ترانه‌سرایی
- ریکارد گورانسون – نوازندهٔ گیتار و مشارکت در ترانه‌سرایی
- جان هانس: مهندسی میکس
- سم هالند: مهندسی صدا